# Igreja da Misericórdia de Alvito e Capela de Nossa Senhora das Candeias
A Igreja da Misericórdia de Alvito e Capela de Nossa Senhora das Candeias é um monumento religioso na vila de Alvito, na região do Alentejo, em Portugal. 

## Descrição
Ambos os edifícios fazem parte de um conjunto, que inclui igualmente a sacristia da igreja e a casa do despacho. Estão situados junto à Rua da Misericórdia, nas imediações da Igreja Matriz.
Os imóveis integram-se no estilo maneirista, com fachadas muito sóbrias, sem quaisquer decorações. Os elementos de maior interesse são os portais tanto da capela como da igreja, cujos frontões apresentam volutas. O frontão da igreja tem um escudo exibindo as chagas de Cristo, enquanto que o da capela tem um nicho com uma imagem da Virgem com o Menino Jesus. Todos os volumes terminam em empenas, cuja cimalha se une pelas extremidades.
No interior da capela destacam-se os azulejos setecentistas, enquanto que na igreja é de especial interesse uma cartela no estilo maneirista, a decoração no óculo, e o seu retábulo, ornamentado com talha dourada.
No artigo Considerações sobre o estuque decorativo, publicado por Flórido de Vasconcelos em 1966, o autor considerou as ermidas da Misericórdia de Alvito como um exemplo das fachadas ornamentadas com estuques «de carácter mais monumental, mas ainda de certo sabor popular», que se encontravam em múltiplos templos de misericórdia no Sul do país.

## História
O primeiro edifício a ser construído foi a Capela de Nossa Senhora das Candeias, provavelmente nos princípios do século XVI, sendo originalmente denominada de Espírito Santo ou Senhora do Hospital. Com efeito, já então estaria unida ao hospital e à albergaria para os peregrinos. Em 1520 foi oficialmente formada a Santa Casa da Misericórdia de Alvito, embora tivesse iniciado as suas operações cerca de um século antes. Como parte das suas funções, esta associação operava um albergue, tendo depois sido construído um hospital, destinado às pessoas em situação vulnerável. A Igreja da Misericórdia terá sido construída na segunda metade do século XVI, embora exista um registo de 1532 relativo a obras no edifício.
A longo do século XVII, ambos os santuários foram alvo de várias intervenções decorativas no seu interior, tendo o tecto da igreja sido pintado em 1673, com motivos brutescos, cujo artista poderá ter sido Luís Nunes ou o seu irmão Francisco Nunes. Em 1677, foi encomendada a execução das pinturas nas paredes laterais da capela-mor, tendo o artista responsável provavelmente também trabalhado na ornamentação do coro. Em 1682 a capela foi forrada a azulejos, e na igreja foi construído o retábulo-mor. Ainda no século XVII, terá sido instalada a tribuna na capela. No século XVIII foram instalados os registos em tons azuis e brancos na nave da capela, e a abóbada foi revestida a estuque. No século XIX foi pintada a abóbada da igreja, e instalado o cadeiral.
Os dois edifícios foram classificados em conjunto como Imóvel de Interesse Público pelo Decreto n.º 44:675, de 9 de Novembro de 1962. Em 2 de Fevereiro de 1969, os edifícios foram danificados por um sismo, tendo sido reparados ainda nesse mesmo ano pela Direcção-Geral dos Edifícios e Monumentos Nacionais. Aquele organismo realizou igualmente obras de reparação em 1971 e 1979.
Em 2016, o Presidente da Câmara Municipal de Alvito, António João Valério, manifestou a sua preocupação com as condições em que se encontrava a Igreja da Misericórdia. Em 2020, a Misericórdia lançou uma candidatura no âmbito do programa Portugal 2020, para permitir a realização de obras de recuperação na Igreja, e a sua futura conversão no Museu de Arte Sacra de Alvito.

## Leitura recomendada
- ESPANCA, Túlio (1993). Inventário Artístico de Portugal: Distrito de Beja. Lisboa: [s.n.]
- GONÇALVES, Catarina Valença (1999). A Pintura Mural no concelho de Alvito - séculos XVI a XVII. Alvito: [s.n.]
- MANIQUE, Luís de Pina (1949). A arte manuelina na arquitectura de Alvito. Lisboa: [s.n.]
- VALÉRIO, António João Feio (1993). Alvito: o espaço e os homens (1251 - 1640) (Tese de mestrado). Lisboa: Faculdade de Letras de Lisboa